# 11443 Youdale
11443 Youdale è un asteroide della fascia principale. Scoperto nel 1977, presenta un'orbita caratterizzata da un semiasse maggiore pari a 2,3105817 au e da un'eccentricità di 0,1467717, inclinata di 1,07496° rispetto all'eclittica.